# Heteronotia atra
Gecko noir du Pilbara
Espèce
Heteronotia atra est une espèce de geckos de la famille des Gekkonidae.

## Répartition
Cette espèce est endémique de la région de Pilbara en Australie-Occidentale en Australie.

## Étymologie
Le nom atra vient du latin « ater, atra, atrum », sombre ou noir, en référence à la couleur du corps.

## Publication originale
- Pepper, Doughty, Fujita, Moritz & Keogh, 2013 : Integrated Systematics of the Heteronotia spelea Species Complex (Gekkota; Reptilia) from Western and Central Australia. PLOS ONE, vol. 8, no 11, p. e78110 (texte intégral).